# Cycnia nivalis
Cycnia nivalis là một loài bướm đêm thuộc phân họ Arctiinae, họ Erebidae.